# Омолой
Омоло̀й е река в Азиатската част на Русия, Източен Сибир, Република Якутия (Саха), вливаща се в залива Буор-Хая на море Лаптеви. Дължината ѝ е 593 km, която ѝ отрежда 136-о място по дължина сред реките на Русия.
Река Омолой води началото си от източния склон на Сиетинденския хребет, част от Верхоянските планини, на 672 m н.в., в северната част на Република Якутия (Саха). Първите 430 km, до устието на река Улахан-Кюегюлюр (при 159 km) Омолой тече на север в тясна и дълбока долина, между хребетите Орулган на запад и Кулар на изток. След това до устието си посоката ѝ е северозападна и протича през Приморската низина в широка и плитка долина с обширна заливна тераса, по която силно меандрира, като образува старици, малки езера и се дели на ръкави. Тук руслото ѝ има ширина от 200 до 300 m. Влива се чрез естуар в източната част на залива Буор-Хая на море Лаптеви.
Водосборният басейн на Омолой има площ от 238,9 хил. km2 и заема 8-о място сред реките на Република Якутия (Саха) и 37-о място в Русия Русия.
Границите на водосборния басейн на реката са следните:
- на североизток, изток и юг – водосборния басейн на река Яна, вливаща се в море Лаптеви;
- на запад – водосборния басейн на река лена, вливаща се в море Лаптеви;
- на северозапад – водосборните басейни на малки реки, вливащи се в море Лаптеви;.

Река Омолой получава множество притоци с дължина над 10 km, като 5 от тях са с дължина над 100 km:
- 279 → Куранах-Юрях 126 / 7520
- 190 → Арга-Юрях 214 / 5530
- 127 ← Улахан-Кюегюлюр 159 / 3630
- 108 ← Батар-Юрях 107 / -
- 41 ← Огоньор-Уреге 100 / 1020

Подхранването на реката е основно снежно. Пълноводието ѝ е през лятото, когато нивото ѝ се повишава с 6 m, а често се наблюдават епизодични прииждания в резултат на поройни дъждове. Разпределението на оттока е следното: май – 2%, юни – 32%, юли – 27%, август – 27%, септември – 12%, а през останалите месеци няма отток, поради това, че реката замръзва до дъно. Среден многогодишен отток в устието 135 m3/s, което като обем се равнява на 4,261 km3/год., а на 352 km от устието при село Нами 36 m3/s, максимален 139 m3/s. Омолой замръзва през октомври, а окончателно се размразява в началото на юни
По течението на реката са разположени 4 села: Нами, Сайилик, Кериске и Хайир.
Устието на Омолой и долното ѝ течение е открито през 1637 г. от руския казашки десятник Елисей Юрев Буза, по време когато събира данък във вид на ценни животински кожи от местното население в долното течение на река Лена.